# Adobe Creative Suite
Adobe Creative Suite è stata una raccolta di software per il disegno grafico, lo sviluppo di pagine web e la realizzazione di contenuti audio e video.
La suite veniva distribuita in quattro versioni differenti: Design (Standard e Premium), con applicazioni finalizzate alla creazione di documenti creativi, immagini e grafica; Web (Standard e Premium), con applicazioni finalizzate alla creazione di siti web; Production premium, con applicazioni per la creazione, la modifica e la gestione di file multimediali come musica e filmati; Master Collection, comprendente tutte le applicazioni delle altre tre edizioni.
L'ultima versione, Adobe Creative Suite 6 (abbreviato CS6), è stata ufficialmente distribuita il 7 maggio 2012.
L'anno seguente Adobe ha comunicato che non sarebbero state immesse sul mercato nuove versioni di Creative Suite e che gli aggiornamenti dei propri software sarebbero stati distribuiti attraverso Creative Cloud.

## Novità

### CS4
La Adobe Creative Suite 4 (CS4) fu annunciata il 23 settembre 2008; dal novembre dello stesso anno è disponibile anche il supporto multilingue.
Tutte le applicazioni nella CS4 usano la stessa interfaccia, con un nuovo aspetto a schede, che rende possibile l'utilizzo di più software nella stessa finestra. È stato annunciato il supporto a nVidia CUDA per accelerare il rendering video. La CS4 è inoltre creata per processori a 64 bit multi-core: Photoshop CS4, After Effects CS4, Premiere Pro CS4 e Soundbooth CS4 supportano ufficialmente il 64 bit. Comunque la versione a 64 bit è sviluppata solo per Windows, non per Mac OS X. Nei test l'incremento delle prestazioni è stato del 10% rispetto alla versione a 32 bit. Questo incremento è dovuto al fatto che i programmi a 64 bit possono gestire più memoria, evitando lo swap, uno dei fattori che rallentano maggiormente un processo.

### CS5

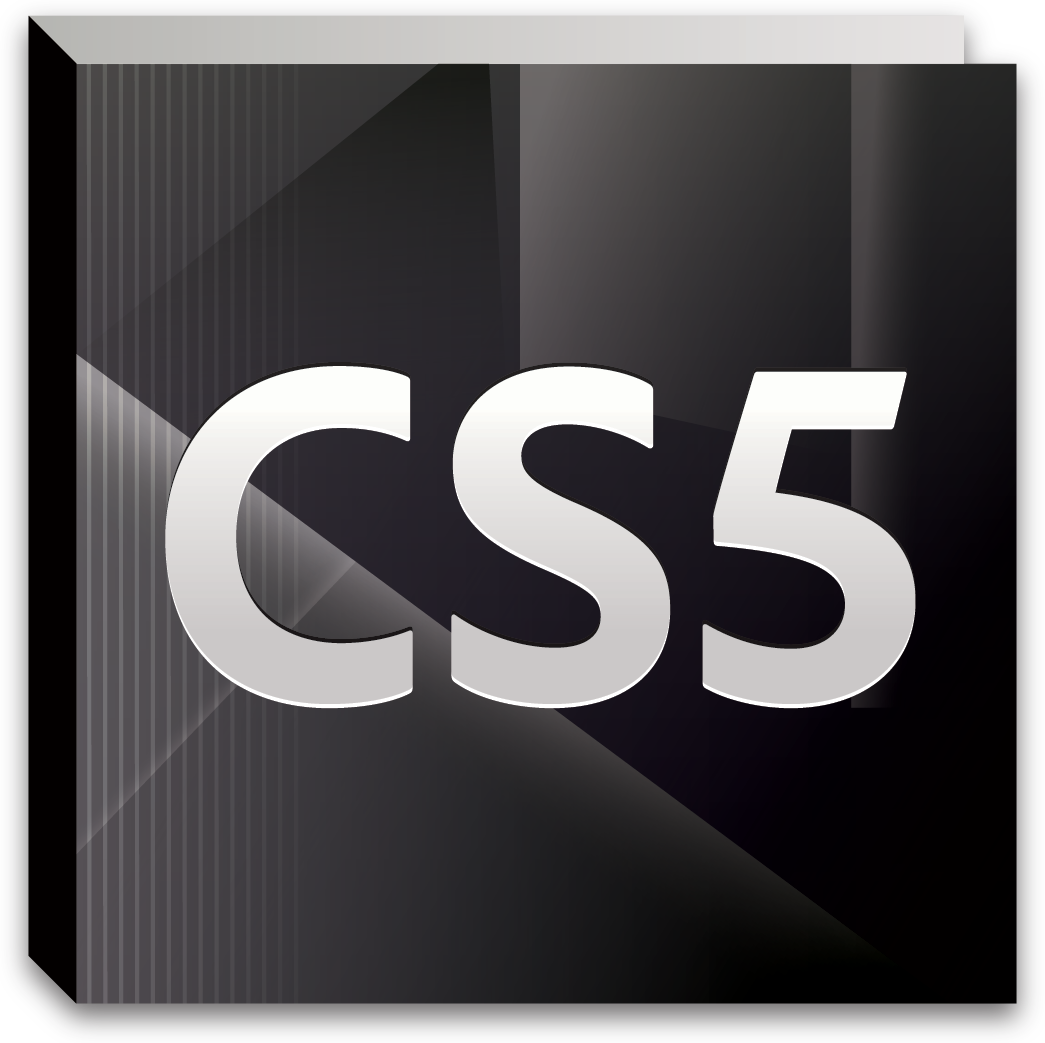
Logo della versione Creative Suite 5

La Adobe Creative Suite 5 (CS5), è stata annunciata il 12 aprile 2010 ed è stata ufficialmente messa in commercio il 30 aprile, anche sotto forma di una versione prova della durata di 30 giorni.

### CS6
Novità assoluta nella CS6 è la possibilità di effettuare una sottoscrizione ai servizi Adobe Creative Cloud, che permette di usare tutte le applicazioni del pacchetto su cloud e salvare le proprie creazioni su di esso. Inoltre la totalità delle applicazioni è disponibile con sistema a 64 bit nativo.

## Applicazioni
Una breve descrizione delle applicazioni integrate nelle varie versioni della suite:
- Adobe Photoshop è un editor di immagini raster con alcune funzionalità di elaborazione vettoriale.
- Adobe Illustrator è un editor di immagini vettoriali.
- Adobe InDesign è un'applicazione di desktop publishing.
- Adobe Acrobat è una famiglia di software che dedicata all'Adobe Portable Document Format (PDF) formata da:
  - Adobe Acrobat Professional è l'applicazione dedicata alla creazione di PDF.
  - Adobe Reader è un'applicazione gratuita dedicata alla lettura di file PDF.
- Adobe Flash è una famiglia di software dedicata al formato Adobe Flash SWF formata da:
  - Adobe Flash Professional è l'applicazione dedita alla creazione di applicazioni web, giochi, filmati e contenuti per dispositivi portatili. Supporta immagini raster e vettoriali, il linguaggio di programmazione ActionScript e lo streaming video bidirezionale
  - Adobe Flash Player è l'applicazione gratuita dedicata alla riproduzioni di file flash.
- Adobe Dreamweaver è l'editor web sia tramite il codice, sia tramite interfaccia grafica.
- Adobe Fireworks è l'applicazione pensata per la creazione/elaborazione grafica del web.
- Adobe Contribute è un'applicazione per lo sviluppo web. Permette a un gruppo di persone senza organizzazione di modificare pagine web senza il bisogno di una vasta conoscenza del codice.
- Adobe After Effects è un programma di elaborazione grafica animata. Può essere usato per film e filmati in post-produzione.
- Adobe Premiere Pro è un programma di editing video in tempo reale basato sulla timeline.
- Adobe Soundbooth è un editor di audio digitale.
- Adobe Encore è un'applicazione di authoring di DVD ed è destinato ad una fascia di semi-professionisti. Le tracce video sono automaticamente convertite in MPEG-2 e le tracce audio in Dolby Digital. Può anche essere usato per creare i menù dei dischi. Allo stato attuale Adobe Encore è l'unico software in grado di realizzare dischi Blu-Ray a livello professionale su piattaforma MAC.
- Adobe OnLocation è un'applicazione di registrazione e di monitoraggio diretti su disco. È incluso in Premiere Pro.
- Adobe Bridge è un programma di organizzazione. Permette l'interazione di tutti i programmi della suite, rendendo il lavoro più scorrevole.
- Adobe Version Cue è un editor di metadati.
- Adobe Device Central è dedicato alla creazione di contenuti multimediali per dispositivi mobili. Permette di adattare animazioni Flash, bitmap, pagine web e video a vari modelli di dispositivi mobili.
- Adobe Dynamic Link permette l'interazione tra Premiere Pro, After Effects e Encore.

## Edizioni
La tabella mostra le applicazioni presenti in ciascuna versione della suite:
| Adobe CS1 (settembre 2003) e Adobe CS2 (aprile 2005) | Adobe CS1 (settembre 2003) e Adobe CS2 (aprile 2005) | Adobe CS1 (settembre 2003) e Adobe CS2 (aprile 2005) |
| Programma                                            | Standard                                             | Premium                                              |
| ---------------------------------------------------- | ---------------------------------------------------- | ---------------------------------------------------- |
| Photoshop CS (8 e 9)                                 |                                                      |                                                      |
| Illustrator CS (11 e 12)                             |                                                      |                                                      |
| InDesign CS (3 e 4)                                  |                                                      |                                                      |
| Acrobat Pro (6 e 7)                                  |                                                      | (vers. 6 in v1) (vers. 7 in v2) (vers. 8 in v2.3)    |
| Dreamweaver CS (8)                                   |                                                      | (in v2.3)                                            |
| Adobe Bridge (1)                                     |                                                      |                                                      |
| Version Cue (1 e 2)                                  |                                                      |                                                      |
| GoLive (7 e 8)                                       |                                                      |                                                      |

| Adobe Creative Suite 3 (marzo 2007) | Adobe Creative Suite 3 (marzo 2007) | Adobe Creative Suite 3 (marzo 2007) | Adobe Creative Suite 3 (marzo 2007) | Adobe Creative Suite 3 (marzo 2007) | Adobe Creative Suite 3 (marzo 2007) | Adobe Creative Suite 3 (marzo 2007) |
| Programma                           | Design                              | Design                              | Web                                 | Web                                 | Production Premium                  | Master Collection                   |
| Programma                           | Standard                            | Premium                             | Standard                            | Premium                             | Production Premium                  | Master Collection                   |
| ----------------------------------- | ----------------------------------- | ----------------------------------- | ----------------------------------- | ----------------------------------- | ----------------------------------- | ----------------------------------- |
| Photoshop CS3 (v.10)                |                                     |                                     |                                     |                                     |                                     |                                     |
| Photoshop CS3 Extended (v.10)       |                                     |                                     |                                     |                                     |                                     |                                     |
| Illustrator CS3 (v.13)              |                                     |                                     |                                     |                                     |                                     |                                     |
| InDesign CS3 (v.5)                  |                                     |                                     |                                     |                                     |                                     |                                     |
| Acrobat 8 Pro (v.8)                 |                                     |                                     |                                     |                                     |                                     |                                     |
| Flash CS3 Professional (v.9)        |                                     |                                     |                                     |                                     |                                     |                                     |
| Dreamweaver CS3 (v.9)               |                                     |                                     |                                     |                                     |                                     |                                     |
| Fireworks CS3 (v.9)                 |                                     | (in v3.3)                           |                                     |                                     |                                     |                                     |
| Contribute CS3                      |                                     |                                     |                                     |                                     |                                     |                                     |
| Soundbooth CS3                      |                                     |                                     |                                     |                                     |                                     |                                     |
| After Effects CS3 Professional      |                                     |                                     |                                     |                                     |                                     |                                     |
| Premiere Pro CS3                    |                                     |                                     |                                     |                                     |                                     |                                     |
| Encore CS3                          |                                     |                                     |                                     |                                     |                                     |                                     |

| Adobe Creative Suite 4 (ottobre 2008)          | Adobe Creative Suite 4 (ottobre 2008) | Adobe Creative Suite 4 (ottobre 2008) | Adobe Creative Suite 4 (ottobre 2008) | Adobe Creative Suite 4 (ottobre 2008) | Adobe Creative Suite 4 (ottobre 2008) | Adobe Creative Suite 4 (ottobre 2008) |
| Programma                                      | Design                                | Design                                | Web                                   | Web                                   | Production Premium                    | Master Collection                     |
| Programma                                      | Standard                              | Premium                               | Standard                              | Premium                               | Production Premium                    | Master Collection                     |
| ---------------------------------------------- | ------------------------------------- | ------------------------------------- | ------------------------------------- | ------------------------------------- | ------------------------------------- | ------------------------------------- |
| Photoshop CS4 (v.11)                           |                                       |                                       |                                       |                                       |                                       |                                       |
| Photoshop CS4 Extended (v.11)                  |                                       |                                       |                                       |                                       |                                       |                                       |
| Illustrator CS4 (v.14)                         |                                       |                                       |                                       |                                       |                                       |                                       |
| InDesign CS4 (v.6)                             |                                       |                                       |                                       |                                       |                                       |                                       |
| Acrobat 9 Professional (v.9)                   |                                       |                                       |                                       |                                       |                                       |                                       |
| Flash CS4 Professional (v.10)                  |                                       |                                       |                                       |                                       |                                       |                                       |
| Dreamweaver CS4 (v.10)                         |                                       |                                       |                                       |                                       |                                       |                                       |
| Fireworks CS4 (v.10)                           |                                       |                                       |                                       |                                       |                                       |                                       |
| Contribute CS4                                 |                                       |                                       |                                       |                                       |                                       |                                       |
| After Effects CS4 Professional                 |                                       |                                       |                                       |                                       |                                       |                                       |
| Premiere Pro CS4                               |                                       |                                       |                                       |                                       |                                       |                                       |
| Soundbooth CS4                                 |                                       |                                       |                                       |                                       |                                       |                                       |
| Encore CS4                                     |                                       |                                       |                                       |                                       |                                       |                                       |
| Funzionalità condivise, servizi e applicazioni |                                       |                                       |                                       |                                       |                                       |                                       |
| Bridge CS4                                     |                                       |                                       |                                       |                                       |                                       |                                       |
| Version Cue CS4                                |                                       |                                       |                                       |                                       |                                       |                                       |
| Device Central CS4                             |                                       |                                       |                                       |                                       |                                       |                                       |
| Dynamic Link                                   |                                       |                                       |                                       |                                       |                                       |                                       |
| OnLocation CS4 (Solo per Windows)              |                                       |                                       |                                       |                                       |                                       |                                       |

| Adobe Creative Suite 5 (aprile 2010)           | Adobe Creative Suite 5 (aprile 2010) | Adobe Creative Suite 5 (aprile 2010) | Adobe Creative Suite 5 (aprile 2010) | Adobe Creative Suite 5 (aprile 2010) | Adobe Creative Suite 5 (aprile 2010) |
| Software                                       | Design                               | Design                               | Web Premium                          | Production Premium                   | Master Collection                    |
| Software                                       | Standard                             | Premium                              | Web Premium                          | Production Premium                   | Master Collection                    |
| ---------------------------------------------- | ------------------------------------ | ------------------------------------ | ------------------------------------ | ------------------------------------ | ------------------------------------ |
| Photoshop CS5 (v.12)                           |                                      |                                      |                                      |                                      |                                      |
| Photoshop CS5 Extended (v.12)                  |                                      |                                      |                                      |                                      |                                      |
| Illustrator CS5 (v.15)                         |                                      |                                      |                                      |                                      |                                      |
| InDesign CS5 (v.7)                             |                                      |                                      |                                      |                                      |                                      |
| Acrobat 9.3 Pro (v.9.3)                        |                                      |                                      |                                      |                                      |                                      |
| Flash Catalyst CS5 (v.1)                       |                                      |                                      |                                      |                                      |                                      |
| Flash Professional CS5 (v.11)                  |                                      |                                      |                                      |                                      |                                      |
| Flash Builder 4 Standard (v.4)                 |                                      |                                      |                                      |                                      |                                      |
| Dreamweaver CS5 (v.11)                         |                                      |                                      |                                      |                                      |                                      |
| Fireworks CS5 (v.11)                           |                                      |                                      |                                      |                                      |                                      |
| Contribute CS5 (v.11)                          |                                      |                                      |                                      |                                      |                                      |
| Premiere Pro CS5 (v.5)                         |                                      |                                      |                                      |                                      |                                      |
| OnLocation CS5 (v.5)                           |                                      |                                      |                                      |                                      |                                      |
| Encore CS5 (v.5)                               |                                      |                                      |                                      |                                      |                                      |
| After Effects CS5 (v.10)                       |                                      |                                      |                                      |                                      |                                      |
| Soundbooth CS5 (v.3)                           |                                      |                                      |                                      |                                      |                                      |
| Funzionalità condivise, servizi e applicazioni |                                      |                                      |                                      |                                      |                                      |
| Bridge CS5 (v.4)                               |                                      |                                      |                                      |                                      |                                      |
| Device Central CS5 (v.3)                       |                                      |                                      |                                      |                                      |                                      |
| CS Live                                        |                                      |                                      |                                      |                                      |                                      |
| Dynamic Link                                   |                                      |                                      |                                      |                                      |                                      |

| Adobe Creative Suite 6 (aprile 2012)        | Adobe Creative Suite 6 (aprile 2012) | Adobe Creative Suite 6 (aprile 2012) | Adobe Creative Suite 6 (aprile 2012) | Adobe Creative Suite 6 (aprile 2012) | Adobe Creative Suite 6 (aprile 2012) |
| Software                                    | Design Standard                      | Design & Web Premium                 | Production Premium                   | Master Collection                    | Creative Cloud                       |
| ------------------------------------------- | ------------------------------------ | ------------------------------------ | ------------------------------------ | ------------------------------------ | ------------------------------------ |
| Photoshop CS6                               |                                      |                                      |                                      |                                      |                                      |
| Photoshop CS6 Extended                      |                                      |                                      |                                      |                                      |                                      |
| Illustrator CS6                             |                                      |                                      |                                      |                                      |                                      |
| InDesign CS6                                |                                      |                                      |                                      |                                      |                                      |
| Muse                                        |                                      |                                      |                                      |                                      |                                      |
| Acrobat X Pro                               |                                      |                                      |                                      |                                      |                                      |
| Flash Professional CS6                      |                                      |                                      |                                      |                                      |                                      |
| Flash Builder 4.6 Premium                   |                                      |                                      |                                      |                                      |                                      |
| Dreamweaver CS6                             |                                      |                                      |                                      |                                      |                                      |
| Edge                                        |                                      |                                      |                                      |                                      |                                      |
| Fireworks CS6                               |                                      |                                      |                                      |                                      |                                      |
| Premiere Pro CS6                            |                                      |                                      |                                      |                                      |                                      |
| After Effects CS6                           |                                      |                                      |                                      |                                      |                                      |
| Audition CS6                                |                                      |                                      |                                      |                                      |                                      |
| SpeedGrade CS6                              |                                      |                                      |                                      |                                      |                                      |
| Prelude CS6                                 |                                      |                                      |                                      |                                      |                                      |
| Encore CS6                                  |                                      |                                      |                                      |                                      |                                      |
| Funzionalità condivise                      |                                      |                                      |                                      |                                      |                                      |
| Bridge CS6                                  |                                      |                                      |                                      |                                      |                                      |
| Media Encoder CS6                           |                                      |                                      |                                      |                                      |                                      |
| Servizi                                     |                                      |                                      |                                      |                                      |                                      |
| Sincronizzazione su PC e dispositivi mobili |                                      |                                      |                                      |                                      |                                      |
| Cloud storage                               |                                      |                                      |                                      |                                      |                                      |
| Business Catalyst                           |                                      |                                      |                                      |                                      |                                      |
| Typekit                                     |                                      |                                      |                                      |                                      |                                      |
| Story Plus                                  |                                      |                                      |                                      |                                      |                                      |